# Zodion flavocaudatum
Zodion flavocaudatum är en tvåvingeart som beskrevs av Jacques-Marie-Frangile Bigot 1887. Zodion flavocaudatum ingår i släktet Zodion och familjen stekelflugor. Inga underarter finns listade i Catalogue of Life.